# Koutammakou
Koutammakou est une région du Togo et du Bénin, en Afrique de l'Ouest, qui abrite les Batammariba, Tamberma, Somba et Tamba. Elle est inscrite en 2004 au patrimoine mondial de l'UNESCO.

## Situation géographique
Le Koutammakou du Togo se présente sous forme d'un quadrilatère irrégulier. C'est une zone semi-montagneuse située au nord-est du pays. Il s'étant sur une superficie d'environ 50 000 hectares, de la rivière Kéran jusqu'à sur 15 km le bord de la frontière du Bénin. C'est un paysage culturel vivant qui abrite les Batammariba. Il est limité au nord-est par la commune de Boukoumbé (république du bénin), au nord-ouest par la préfecture de l'Oti-sud et du canton de Pessidè, au sud-est par la préfecture de Doufelgou, et au sud, le canton de Kandé,.

## Lestakientaou bastilles
Dans le Koutammakou se dressent des centaines de bastilles en terre crue appelées takienta (ou sikien, en ditammari, la langue locale. Ce sont les habitats des Batammariba, « ceux qui façonnent la terre » ou « les architectes de terre ». En 2018, les 50 000 ha qui constituent la partie togolaise du Koutammakou comptaient 1 800 de ces édifices. En 2020, une centaine avait disparu et, selon le ministère de la Culture togolais, leur nombre continue de décroître, menacé par le désir de modernité des populations locales. 

## Protection patrimoniale
Cette région est inscrite depuis 2004 au patrimoine mondial de l'UNESCO parce qu'elle est le témoignage vivant d'une culture traditionnelle africaine profondément respectueuse de la nature. L'assistance préparatoire d'inscription du site au Patrimoine mondial de l'Unesco a été réalisée par Craterre, T. Joffroy et Dominique Sewane, Expert international au Patrimoine mondial.
En 2008, le Patrimoine culturel immatériel de l'UNESCO, dirigé par Rieks Smeets, a monté un « Programme de préservation du PCI des Batammariba » favorisant la transmission des savoirs. Il a également pour but  d'éviter les dérives d'un tourisme irresponsable. Ce programme, coordonné par Dominique Sewane, auteur de nombreuses publications sur la vie cérémonielle des Batammariba, a été installé à Koutammakou  par le Ministère de la Culture du Togo et le Ministère de l'Enseignement primaire du Togo.
Du 19 au 24 octobre 2018, l'UNESCO a organisé une mission d’urgence pour évaluer les dégâts qui auraient été causés par les pluies d'août 2018 à Koutammakou sur l'habitat et sur le patrimoine immatériel. Le rapport a été préparé par trois experts internationaux : Ishanlosen Odiaua, Dominique Sewane et Franck Ogou.
En septembre 2023, le bien togolais inscrit au patrimoine mondial est étendu par l'adjonction de sites au Bénin et devient transfrontalier. 

## Galerie

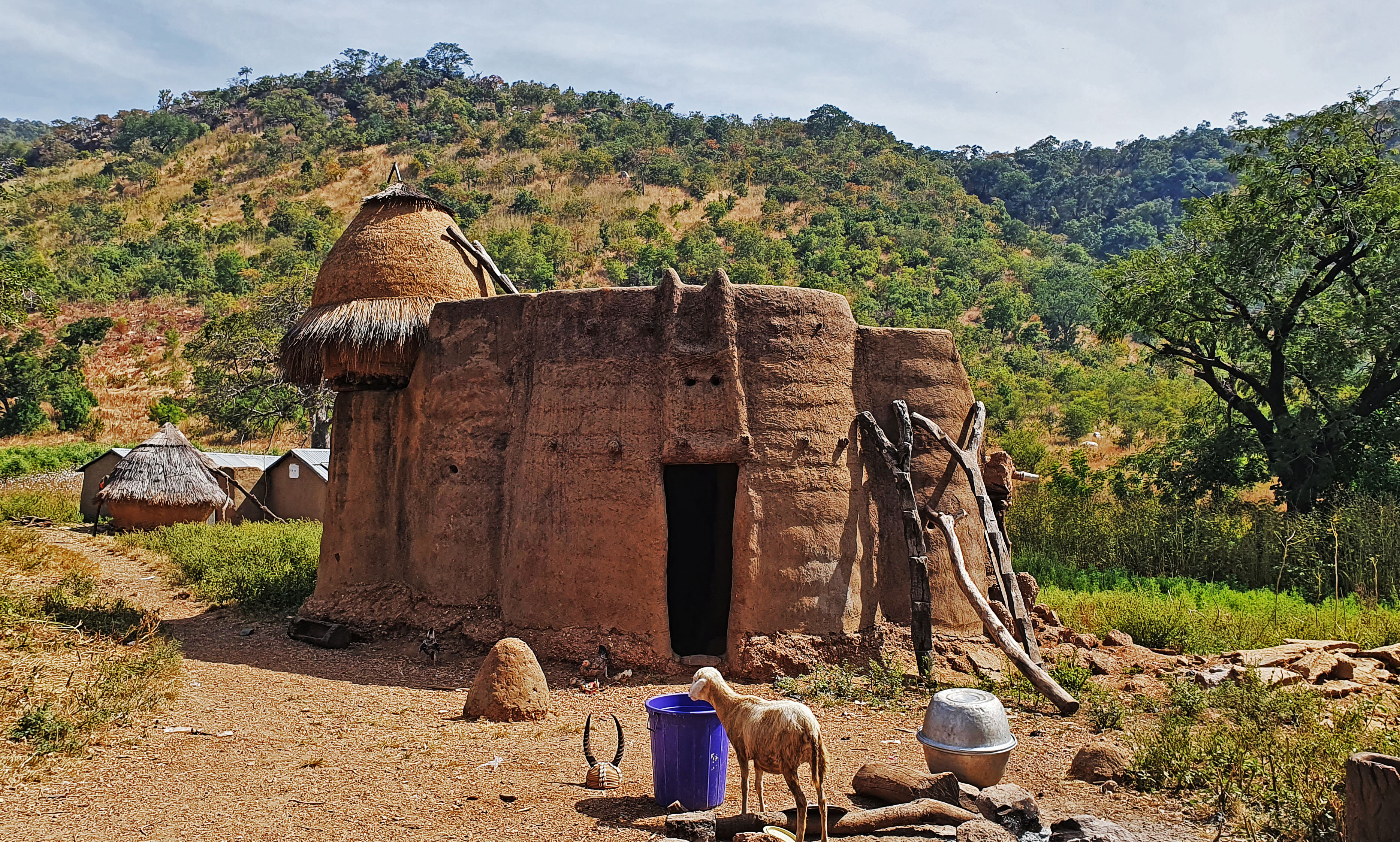
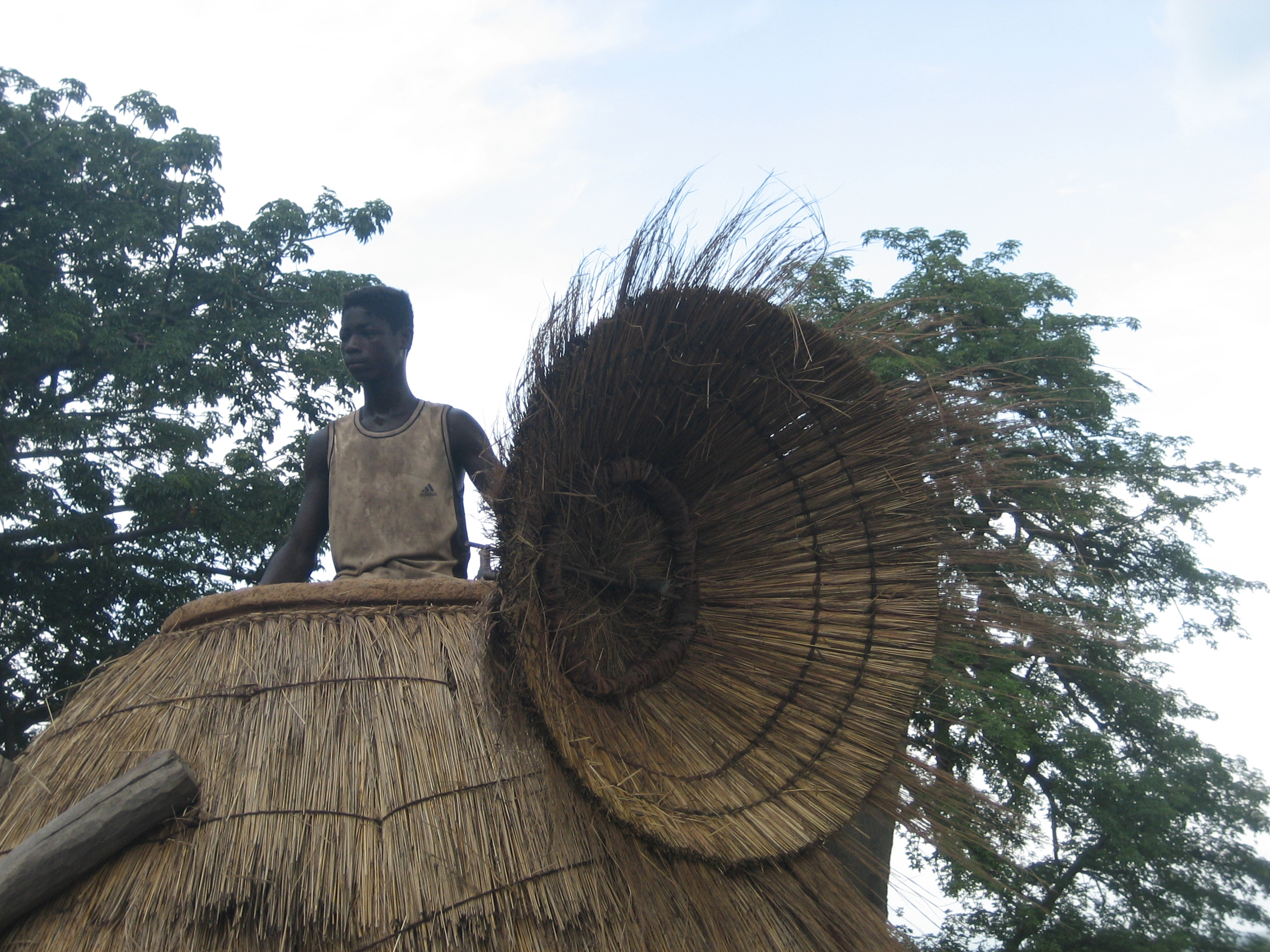
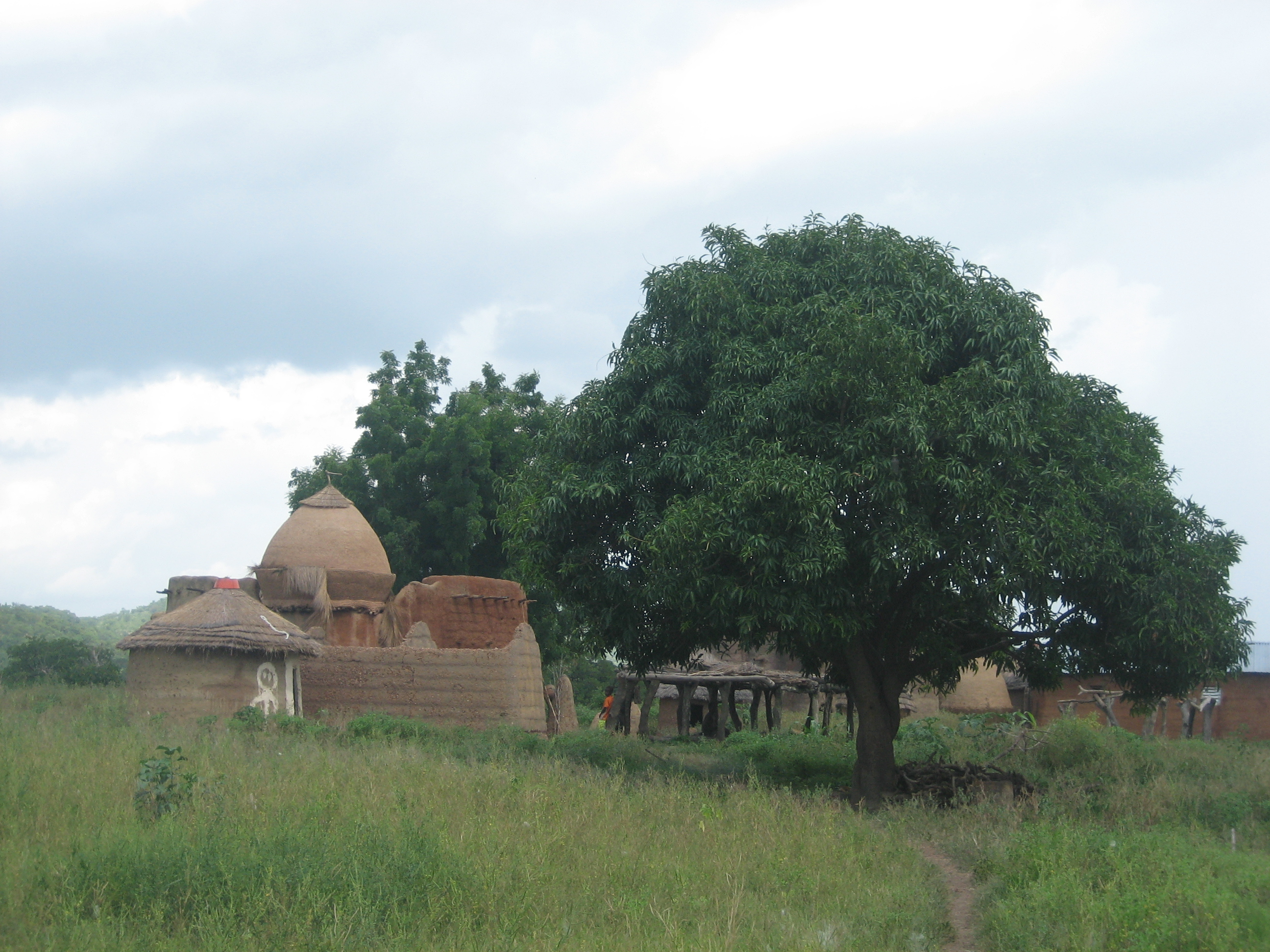